# Kenneth Mikkelsen
Kenneth Dehn Mikkelsen (nascido em 12 de agosto de 1971, em Holstebro) é um político dinamarquês, membro do Folketing pelo partido político Venstre. Ele ingressou no parlamento no dia 1 de abril de 2021, depois de Kristian Jensen ter renunciado ao cargo.

## Carreira política
Mikkelsen concorreu ao parlamento nas eleições legislativas dinamarquesas de 2019 e recebeu 4.659 votos pelos liberais. Ele não foi eleito para o parlamento na eleição, mas tornou-se no principal substituto do Venstre no eleitorado da Jutlândia Ocidental. Quando Kristian Jensen renunciou ao cargo no dia 1 de abril de 2021, Mikkelsen substituiu-o no parlamento e assumiu o cargo.